# 인니화인기독교회연회
인니화인기독교회연회(印尼華人基督敎會聯會, 인도네시아어: Persekutuan Gereja-Gereja Tionghoa di Indonesia, 영어: Communion of Chinese Churches in Indonesia 약칭 인화기연(印華基聯), 인도네시아어: PGTI, 영어: COCCI)는 인도네시아 공화국 화교 개신교 교단들의 연합 단체이다. 1998년 8월 29일에 설립했다.

## 회원교단
- 서가기독교회(인도네시아어: Gereja Kristen Kalimantan Barat)
- 그리스도 예수 교회 (인도네시아어: Gereja Kristus Yesus)
- Gereja Kristen Wesley Indonesia (GKWI)
- GII Hok Im Tong
- Gereja Kristen Injili Indonesia (GKII)

## 지역위회

### 수마트라
- 아체주 지역위회
- 북수마트라주 지역위회
- 남수마트라주 지역위회
- 잠비주 지역위회
- 리아우주 지역위회
- 람풍주 지역위회
- 방카블리퉁주 지역위회
- 리아우 제도 지역위회
  - 바탐 지역위회

### 자와
- 자카르타 지역위회
- 서자와주 지역위회
- 중앙자와주 지역위회
- 동자와주 지역위회
  - 말랑 지역위회

### 칼리만탄
- 서칼리만탄주 지역위회
- 동칼리만탄주 지역위회

### 발리
- 발리주 지역위회

### 술라웨시
- 북술라웨시주 지역위회
- 남술라웨시주 지역위회

## 같이 보기
- 인도네시아의 개신교
- 인도네시아 화교